# Nguồn mở
Các sản phẩm nguồn mở (tiếng Anh: Open source) bao gồm sự cho phép sử dụng mã nguồn, tài liệu thiết kế hoặc nội dung của sản phẩm. Nó thường được dùng để chỉ mô hình nguồn mở, trong đó phần mềm nguồn mở hoặc các sản phẩm khác được phát hành theo giấy phép nguồn mở như một phần của Phong trào Nguồn mở. Việc sử dụng thuật ngữ bắt nguồn từ phần mềm, nhưng đã mở rộng ra ngoài lĩnh vực phần mềm để bao quát nội dung mở và các hình thức cộng tác mở.

## Nguồn gốc
Cụm từ tiếng Anh đơn giản "nguồn mở" đã xuất hiện lẻ tẻ trong những cuốn sách có niên đại hàng trăm năm. Ví dụ, năm 1685, Thomas Willis đã viết trong The London Practice of Physick, Or The Whole Practical Part of Physick nói về chất lỏng từ một vết thương "chảy ra trong một luồng đầy đủ từ một nguồn mở, cho đến khi nó được rút ra từ toàn bộ Legg..." Tuy nhiên, ý nghĩa hiện đại của thuật ngữ "nguồn mở" lần đầu tiên được đề xuất bởi nhóm người trong phong trào phần mềm tự do, những người chỉ trích chương trình nghị sự chính trị và triết lý đạo đức ngụ ý trong thuật ngữ "free software" và tìm cách điều chỉnh lại ngôn từ để phản ánh một quan điểm mang tính thương mại hơn. INgoài ra, sự mơ hồ của thuật ngữ "free software" được coi là không khuyến khích áp dụng kinh doanh.
Nhóm này bao gồm Christine Peterson, Todd Anderson, Larry Augustin, Jon Hall, Sam Ockman, Michael Tiemann và Eric S. Raymond. Peterson đề xuất "nguồn mở"(open source) tại một cuộc họp tổ chức tại Palo Alto, California, để phản ứng với thông báo của Netscape vào tháng 1 năm 1998 về việc phát hành mã nguồn cho Navigator. Linus Torvalds đã ủng hỗ vào ngày hôm sau và, Phil Hughes ủng hộ thuật ngữ này trong Linux Journal. Richard Stallman, người sáng lập phong trào phần mềm tự do, ban đầu dường như chấp nhận thuật ngữ này, nhưng sau đó đã thay đổi quyết định. Netscape đã phát hành mã nguồn theo Netscape Public License và sau đó theo Mozilla Public License.
Raymond đặc biệt tích cực trong nỗ lực phổ biến thuật ngữ mới. Ông đã thực hiện cuộc gọi công khai đầu tiên tới cộng đồng phần mềm tự do để áp dụng nó vào tháng 2 năm 1998. Không lâu sau, ông thành lập The Open Source Initiative phối hợp với Bruce Perens.
Thuật ngữ này đã đạt được tầm nhìn xa hơn thông qua một sự kiện được tổ chức vào tháng 4 năm 1998 bởi nhà xuất bản công nghệ Tim O'Reilly. Ban đầu có tên là "Freeware Summit" và sau đó được gọi là "Open Source Summit", sự kiện này có sự tham gia của các nhà lãnh đạo của nhiều dự án tự do nguồn mở quan trọng nhất, bao gồm Linus Torvalds, Larry Wall, Brian Behlendorf, Eric Allman, Guido van Rossum, Michael Tiemann, Paul Vixie, Jamie Zawinski, và Eric Raymond. Tại hội nghị đó, các lựa chọn thay thế cho thuật ngữ "free software" đã được thảo luận. Tiemann đề xuất cho "sourceware" là một thuật ngữ mới, trong khi Raymond đề xuất "open source". Các nhà phát triển đã bỏ phiếu, và người chiến thắng đã được công bố trong một cuộc họp báo vào buổi tối cùng ngày.
Nhiều tổ chức chính thức lớn đã xuất hiện để hỗ trợ phát triển phong trào phần mềm nguồn mở, bao gồm, bao gồm Apache Software Foundation, hỗ trợ các dự án cộng đồng như framework nguồn mở Apache Hadoop và máy chủ HTTP nguồn mở Apache HTTP.

### Mô hình nguồn mở và cộng tác mở
Mô hình nguồn mở là mô hình phát triển phần mềm phi tập trung khuyến khích cộng tác mở, có nghĩa là "bất kỳ hệ thống đổi mới hoặc sản xuất nào dựa trên những người tham gia được điều phối theo mục tiêu nhưng được phối hợp lỏng lẻo, những người tương tác để tạo ra một sản phẩm (hoặc dịch vụ) có giá trị kinh tế, mà họ cung cấp cho cả những người đóng góp và không phải là nhà cung cấp." Nguyên tắc chính của phát triển phần mềm nguồn mở là sản xuất ngang hàng, với các sản phẩm như mã nguồn, kế hoạch chi tiết và tài liệu có sẵn miễn phí cho công chúng. Sự chuyển động nguồn mở trong phần mềm bắt đầu như một phản ứng đối với những hạn chế của mã độc quyền. Mô hình được sử dụng cho các dự án như trong công nghệ thích hợp nguồn mở, và khám phá nguồn mở.
Mô hình nguồn mở để phát triển phần mềm đã truyền cảm hứng cho việc sử dụng thuật ngữ này để chỉ các hình thức cộng tác mở khác, chẳng hạn như trong Internet forum, mailing list và cộng đồng mạng. Hợp tác mở cũng được cho là nguyên tắc hoạt động làm nền tảng cho một loạt các liên doanh đa dạng, bao gồm bitcoin, TEDx, và Wikipedia.
Hợp tác mở là nguyên tắc cơ bản của sản xuất ngang hàng, cộng tác đại chúng và wikinomics. Nó đã được quan sát ban đầu trong phần mềm nguồn mở, nhưng cũng có thể được tìm thấy trong nhiều trường hợp khác, chẳng hạn như trong các Internet forums, mailing list, cộng đồng mạng, và nhiều trường hợp khác của nội dung mở, như creative commons. Nó cũng giải thích một số trường hợp của dịch vụ cộng đồng, tiêu dùng hợp tác và đổi mới mở.
Riehle et al. định nghĩa sự hợp tác mở là sự hợp tác dựa trên ba nguyên tắc bình đẳng, công đức và tự tổ chức. Levine và Prietula định nghĩa sự hợp tác mở là "bất kỳ hệ thống đổi mới hoặc sản xuất nào dựa trên những người tham gia định hướng mục tiêu nhưng được phối hợp lỏng lẻo, những người tương tác để tạo ra một sản phẩm (hoặc dịch vụ) có giá trị kinh tế, mà họ cung cấp cho cả những người đóng góp và không phải là nhà cung cấp."  Định nghĩa này nắm bắt nhiều trường hợp, tất cả được tham gia bởi các nguyên tắc tương tự. Ví dụ, tất cả các yếu tố - hàng hóa có giá trị kinh tế, truy cập mở để đóng góp và tiêu thụ, tương tác và trao đổi, công việc được phối hợp một cách lỏng lẻo - có mặt trong một dự án phần mềm nguồn mở, trong Wikipedia hoặc trong diễn đàn người dùng hoặc cộng đồng. Chúng cũng có thể có mặt trong một trang web thương mại dựa trên nội dung do người dùng tạo. Trong tất cả các trường hợp hợp tác mở này, bất kỳ ai cũng có thể đóng góp và bất kỳ ai cũng có thể tự do tham gia vào thành quả của việc chia sẻ, được tạo ra bởi những người tham gia tương tác được phối hợp một cách lỏng lẻo.
Một hội nghị thường niên dành riêng cho nghiên cứu và thực hành hợp tác mở là International Symposium on Wikis and Open Collaboration (OpenSym, trước đây gọi là WikiSym). Theo trang web của mình, nhóm định nghĩa cộng tác mở là "cộng tác là bình đẳng (mọi người đều có thể tham gia, không có rào cản nguyên tắc hoặc nhân tạo nào đối với sự tham gia), công đức (quyết định và trạng thái là dựa trên công đức thay vì áp đặt) và tự tổ chức (quy trình thích nghi với mọi người hơn là mọi người thích nghi với các quy trình được xác định trước)."

### Giấy phép nguồn mở
Nguồn mở thúc đẩy truy cập toàn cầu thông qua giấy phép nguồn mở hoặc giấy phép miễn phí đối với thiết kế hoặc bản thiết kế của sản phẩm và phân phối lại toàn bộ thiết kế hoặc bản thiết kế đó. Trước khi cụm từ nguồn mở được sử dụng rộng rãi, các nhà phát triển và nhà sản xuất đã sử dụng nhiều thuật ngữ khác. Nguồn mở đã nắm giữ với sự phát triển của Internet.. Phong trào phần mềm nguồn mở phát sinh để làm rõ các vấn đề về bản quyền, cấp phép, tên miền và người tiêu dùng.
Giấy phép nguồn mở là một loại giấy phép cho phần mềm máy tính và các sản phẩm khác cho phép mã nguồn, bản thiết kế hoặc thiết kế được sử dụng, sửa đổi và/hoặc chia sẻ theo các điều khoản và điều kiện được xác định. Điều này cho phép người dùng cuối và các công ty thương mại xem xét và sửa đổi mã nguồn, kế hoạch chi tiết hoặc thiết kế cho các nhu cầu tùy chỉnh, tò mò hoặc khắc phục sự cố của riêng họ. Phần mềm được cấp phép nguồn mở hầu hết có sẵn miễn phí, mặc dù điều này không nhất thiết phải như vậy. Các giấy phép chỉ cho phép phân phối lại phi thương mại hoặc sửa đổi mã nguồn cho sử dụng cá nhân thường không được coi là giấy phép nguồn mở. Tuy nhiên, giấy phép nguồn mở có thể có một số hạn chế, đặc biệt liên quan đến việc thể hiện nguồn gốc của phần mềm, chẳng hạn như yêu cầu giữ nguyên tên của tác giả và tuyên bố bản quyền trong mã hoặc yêu cầu phân phối lại phần mềm được cấp phép chỉ theo cùng một giấy phép (như trong giấy phép copyleft). Một bộ giấy phép phần mềm nguồn mở phổ biến là những bộ được cấp phép bởi Sáng kiến nguồn mở (OSI) dựa trên Định nghĩa nguồn mở(OSD) của họ.

### Phần mềm mã nguồn mở
Nói chung, nguồn mở đề cập đến một chương trình máy tính trong đó mã nguồn có sẵn cho công chúng sử dụng cho bất kỳ mục đích nào (bao gồm cả thương mại) hoặc sửa đổi từ thiết kế ban đầu của nó. Mã nguồn mở có nghĩa là một nỗ lực hợp tác, nơi các lập trình viên cải thiện mã nguồn và chia sẻ các thay đổi trong cộng đồng. Mã được phát hành theo các điều khoản của giấy phép phần mềm. Tùy thuộc vào các điều khoản cấp phép, những người khác sau đó có thể tải xuống, sửa đổi và xuất bản phiên bản (phân nhánh) của họ trở lại cộng đồng.

### "Nguồn mở" so với "tự do" và so với "tự do nguồn mở"
Phần mềm tự do nguồn mở (Tiếng Anh là: Free and open-source software (FOSS) hay Free/libre and open-source software (FLOSS))là mã nguồn được chia sẻ công khai được cấp phép mà không có bất kỳ hạn chế nào đối với việc sử dụng, sửa đổi hoặc phân phối. Sự nhầm lẫn vẫn tồn tại về định nghĩa hoàn toàn không bị hạn chế này bởi vì "Free", còn được gọi là "Libre", đề cập đến sự tự do hoặc sản phẩm không phải là giá cả, chi phí, hoặc phí. Ví dụ: "được tự do nói" không giống như "bia miễn phí".
Ngược lại, Richard Stallman lập luận ý nghĩa rõ ràng của thuật ngữ "nguồn mở" là mã nguồn là công khai/có thể truy cập để kiểm tra, mà không nhất thiết phải có bất kỳ quyền nào khác được cấp, mặc dù những người đề xuất thuật ngữ nói rằng các điều kiện trong Định nghĩa nguồn mở phải được đáp ứng.
"Tự do nguồn mở" không nên bị nhầm lẫn với sở hữu công cộng (sở hữu nhà nước), tước quyền (quốc hữu hóa), chống tư nhân hóa (hoạt động chống công ty) hoặc hành vi minh bạch.
- GNU
  - Tuyên ngôn GNU
  - Richard Stallman
- Miễn phí với tự do (không mất phí và không giới hạn)

## Phần mềm
- Danh sách các phần mềm nguồn mở

- Giấy phép nguồn mở, giấy phép bản quyền làm cho mã nguồn có sẵn với một sản phẩm
  - Định nghĩa nguồn mở, được sử dụng bởi Sáng kiến nguồn mở cho phần mềm nguồn mở
- Mô hình nguồn mở, mô hình phát triển phần mềm phi tập trung khuyến khích sự hợp tác mở
- Phần mềm nguồn mở, phần mềm cho phép sử dụng và sửa đổi mã nguồn của nó
- Lịch sử phần mềm tự do nguồn mở
- Vận động phần mềm nguồn mở
- Phát triển phần mềm nguồn mở
- Phong trào phần mềm nguồn mở
- Open-source video games
  - List of open-source video games
- Business models for open-source software
- Comparison of open-source and closed-source software
- Diversity in open-source software
- MapGuide Open Source, a web-based map-making platform to develop and deploy web mapping applications and geospatial web services
Not to be confused with OpenStreetMap (OSM), a collaborative project to create a free editable map of the world.

## Nông nghiệp, kinh tế, sản xuất và chế tạo
- Open-source appropriate technology (OSAT), is designed for environmental, ethical, cultural, social, political, economic, and community aspects
- Open-design movement, development of physical products, machines and systems via publicly shared design information, including free and open-source software và open-source hardware, among many others:
  - Open Architecture Network, improving global living conditions through innovative sustainable design
  - OpenCores, a community developing digital electronic open-source hardware
  - Open Design Alliance, develops Teigha, a software development platform to create engineering applications including CAD software
  - Open Hardware and Design Alliance (OHANDA), sharing open hardware and designs via free online services
  - Open Source Ecology (OSE), a network of farmers, engineers, architects and supporters striving to manufacture the Global Village Construction Set (GVCS)
  - OpenStructures (OSP), a modular construction model where everyone designs on the basis of one shared geometrical OS grid
- Open manufacturing or "Open Production" or "Design Global, Manufacture Local", a new socioeconomic production model to openly and collaboratively produce and distribute physical objects
- Open-source architecture (OSArc), emerging procedures in imagination and formation of virtual and real spaces within an inclusive universal infrastructure
- Open-source cola, cola soft drinks made to open-sourced recipes
- Open-source hardware, or open hardware, computer hardware, such as microprocessors, that is designed in the same fashion as open source software
  - List of open-source hardware projects
- Open-source product development (OSPD), collaborative product and process openness of open-source hardware for any interested participants
- Open-source robotics, physical artifacts of the subject are offered by the open design movement
- Open Source Seed Initiative, open source varieties of crop seeds, as an alternative to patent-protected seeds sold by large agriculture companies.

## Khoa học và y học

### Khoa học mở
Khoa học mở được cho là phản đề của niềm tin mù quáng vào Khoa học, và có tiềm năng trở thành một sự bảo vệ thực tế chống lại giả khoa học độc quyền (đóng).
Người ta đã lập luận rằng khoa học được đánh giá ngang hàng, thậm chí là khoa học máy tính, đã được mở cho đến khi cuộc chiến Apple Computer, Inc. với. Franklin Computer Corp. buộc các lập trình viên phải cấp phép rõ ràng cho các sản phẩm là tự do hoặc nguồn mở. Rob Landley, "Vấn đề bản quyền đã thay đổi vào năm 1983, khi phán quyết của Apple v Franklin mở rộng sự bảo vệ bản quyền thành mã nhị phân... Trước đó, mã nguồn có bản quyền nhưng nhị phân thì không, vì vậy các công ty đã chuyển mã nguồn để tăng quyền sở hữu mã trong con mắt của pháp luật. Nếu bạn chỉ vận chuyển các nhị phân được biên dịch sẵn, bạn không có quyền mà pháp luật sẽ công nhận ".
Khoa học mở sử dụng phương pháp khoa học như một quá trình khám phá mở về kiến thức có thể kiểm chứng được chia sẻ. Điều này trái ngược với khoa học độc quyền, nơi các quá trình và nghiên cứu không được chia sẻ công khai, điều đó có nghĩa là những người khác không thể chắc chắn rằng các nghiên cứu nghiêm ngặt đã được thực hiện và được tiến hành, thực hiện các biện pháp phòng ngừa thích hợp và đưa ra các cảnh báo đầy đủ; và "khoa học khép kín", trong đó các bài báo bị che khuất sau các khoản thanh toán hoặc được công bố trên các tạp chí tư nhân. Khoa học mở sử dụng phương pháp khoa học như một quy trình. của khám phá mở của kiến thức kiểm chứng được chia sẻ.
- Khoa học mở, phong trào làm cho nghiên cứu khoa học, dữ liệu và phổ biến có thể tiếp cận được với mọi cấp độ của một xã hội tìm hiểu, nghiệp dư hoặc chuyên nghiệp
  - Open science data, a type of open data focused on publishing observations and results of scientific activities available for anyone to analyze and reuse
  - Open Science Framework and the Center for Open Science
  - Open Source Lab (disambiguation), several laboratories
  - Open-Source Lab (book), a 2014 book by Joshua M. Pearce

See also: The antithesis of open science is Scientism, a blind faith in profit driven proprietary (closed) science and marketing (ie. proprietary software, proprietary protocols, fields of private biomedical engineering, biological patents, chemical patents (drugs), minimal sufficiency of disclosure, etc.).
- Open-notebook science, the practice of making the entire primary record of a research project publicly available online as it is recorded
- Open Source Physics (OSP), a National Science Foundation và Davidson College project to spread the use of open source code libraries that take care of a lot of the heavy lifting for physics
- Open Source Geospatial Foundation
- NASA Open Source Agreement (NOSA), an OSI-approved software license
- List of open-source software for mathematics
- List of open-source bioinformatics software
- List of open-source health software
- List of open-source health hardware

## Đa phương tiện
- Film nguồn mở
  - Danh sách phim nguồn mở
  - Open Source Cinema, một trang web hợp tác để sản xuất một bộ phim tài liệu
- Báo chí nguồn mở, thường mô tả phổ trên các ấn phẩm trực tuyến, các hình thức xuất bản sáng tạo của báo chí trực tuyến và bỏ phiếu nội dung, thay vì tìm nguồn cung cấp các câu chuyện tin tức của các nhà báo "chuyên nghiệp"
  - Điều tra nguồn mở
- Open Source (radio show), một chương trình phát thanh sử dụng các phương pháp thu thập thông tin nội dung mở được lưu trữ bởi Christopher Lydon
- Sách giáo khoa mở, sách giáo khoa được cấp phép bản quyền mở
- The Open-Source Everything Manifesto: Transparency, Truth, and Trust, một cuốn sách năm 2012 của cựu sĩ quan hải quân và cựu nhân viên bí mật của CIA Robert David Steele

## Các tổ chức
- Open Source Initiative (OSI), một tổ chức dành riêng để thúc đẩy nguồn mở
- Open Source Software Institute
- Journal of Open Source Software
- Open Source Day, một hội nghị quốc tế thường niên dành cho người hâm mộ các giải pháp mở từ Trung và Đông Âu
- Open Source Developers' Conference
- Open Source Development Labs (OSDL), một tập đoàn phi lợi nhuận cung cấp không gian cho dự án nguồn mở
- Open Source Drug Discovery, một nền tảng khám phá thuốc hợp tác cho các bệnh nhiệt đới bị bỏ quên
- Open Source Technology Group (OSTG), tin tức, diễn đàn và các tài nguyên SourceForge khác cho CNTT
- Open Source University Meetup
- New Zealand Open Source Awards

## Bảo mật
- Bảo mật mở, ứng dụng các triết lý nguồn mở vào bảo mật máy tính
- Open Source Information System, tên cũ của một mạng không được phân loại của Mỹ phục vụ cộng đồng tình báo Hoa Kỳ thông tin nguồn mở, từ giữa năm 2006, nội dung của OSIS hiện được gọi là Intelink-U trong khi phần mạng được gọi là DNI-U
- Tình báo nguồn mở, một kỹ luật thu thập thông tin dựa trên thông tin được thu thập từ các nguồn mở
Đừng nhầm lẫn với trí thông minh nhân tạo nguồn mở như Mycroft (software).

## Xã hội
- Giáo trình nguồn mở (OSC), một tài nguyên giảng dạy trực tuyến có thể được sử dụng, phân phối và sửa đổi một cách tự do trong khi mời phản hồi và tham gia từ các nhà phát triển, nhà giáo dục, quan chức chính phủ, học sinh và phụ huynh
- Quản trị nguồn mở, nguồn mở trong chính phủ
  - Chính trị mở (đôi khi được gọi là chính trị nguồn mở), một quá trình chính trị sử dụng các công nghệ Internet để cung cấp một cơ chế phản hồi nhanh chóng giữa các tổ chức chính trị và những người ủng hộ họ
- Tôn giáo nguồn mở trong việc tạo ra các hệ thống niềm tin
- Công đoàn nguồn mở, một mô hình sáng tạo cho tổ chức công đoàn lao động